# Makoto Fukami
Makoto Fukami (深見真 Fukami Makoto?) es un mangaka, novelista y guionista japonés. Comenzó a escribir manga en 1999 y, desde entonces, varias de sus series se han adaptado a otros medios. Además del manga, también escribió guiones para Psycho-Pass y su primera película Psycho-Pass: La película en 2012 y 2015 respectivamente, los cuales han sido bien recibidos.

## Biografía
Makoto Fukami nació en la Prefectura de Kumamoto el 5 de agosto de 1977. En 1999, Fukami creó el manga Wild Diamond, que ganó el premio Famitsu Entertainment Award para manga ese año. En 2005, lanzó su primera serie de novelas importantes, Young Gun Carnaval. En 2012, comenzó a trabajar como guionista de varias series de anime con Psycho-Pass.
En 2013, la serie de manga Chotto Kawaii Aian Meiden recibió una adaptación cinematográfica de acción real. Más tarde ese año, en los premios de anime Newtype, Psycho-Pass fue elegido como el cuarto mejor título del año. En 2014, la serie fue nominada al Premio Seiun. En 2015, Ōsama-tachi no Viking fue nominada para el Manga Taishō. Más tarde ese año, Psycho-Pass: La película ganó el premio a la mejor película en los premios de anime Newtype. Para la película, Fukami quería que las escenas de acción se representaran de la forma más atractiva posible. El coguionista Gen Urobuchi logió el trabajo de Fukami en la película, ya que ayudó a equilibrar el guion que escribió originalmente y le dio al elenco interacciones agradables. En 2019, Fukami volvió a trabajar en la franquicia con Psycho-Pass 3. El escritor principal Tow Ubukata quería que los dos personajes principales fueran escritos únicamente por Fukami. Fukami se sorprendió con la dinámica en curso entre Shiotani y Ubukata, ya que a pesar de que la nueva historia comparte un nuevo elenco, la serie todavía se siente como Psycho-Pass.

## Trabajos

### Manga
- Chotto Kawaii Aian Meiden (2011–2015; ilustrada por Alpha Alf Layla)[4]
- Ōsama-tachi no Viking (2013–2019; ilustrada por Sadayasu)[12]
- Mahō Shōjo Tokushusen Asuka (2015–2021; ilustrada por Seigo Tokiya)[13]
- Deep Insanity: Nirvana (2020–presente; coescrita con Norimitsu Kaihō e ilustrada por Etorōji Shiono)[14]
- Succubus & Hitman (2020–presente; ilustrada por Seigo Tokiya)[15]
- Takuaka! (2023–presente; ilustrada por Takuya Fujima)[16]

### Novelas
- Young Gun Carnaval (2005–2010; ilustradas por Tow Fukino)[2]
- Psycho-Pass (2013)[17]
- Psycho-Pass: La película (2016)[18]
- Berserk: The Flame Dragon Knight (2017; ilustradas por Kentaro Miura)[19]

### Guionista

#### Series de televisión
| Año  | Anime                                         | Estudio                  | Funciones                                                                 | Refs.  |
| ---- | --------------------------------------------- | ------------------------ | ------------------------------------------------------------------------- | ------ |
| 2012 | Psycho-Pass                                   | Production I.G           | Guionista (#1-11, 13-22)                                                  | [ 3 ]  |
| 2015 | Gakkō Gurashi!                                | Lerche                   | Guionista (#4, 11)                                                        | [ 20 ] |
| 2015 | Yuruyuri San Hai!                             | TYO Animations           | Composición de la serie Guionista (#1-2, 5-6, 11-12)                      | [ 21 ] |
| 2016 | Berserk                                       | Millepensee GEMBA        | Composición de la serie Guionista (#1-5, 7-8, 11-12) Supervisión de guion | [ 22 ] |
| 2017 | Berserk 2nd Season                            | Millepensee GEMBA        | Composición de la serie Guionista (#13-14, 17-19, 24)                     | [ 23 ] |
| 2019 | Revisions                                     | Shirogumi                | Composición de la serie Guionista (#1-2, 5-6, 10, 12)                     | [ 24 ] |
| 2019 | Mahō Shōjo Tokushusen Asuka                   | Liden Films              | Creador original Composición de la serie Guionista (#7-8, 10, 12)         | [ 25 ] |
| 2019 | Psycho-Pass 3                                 | Production I.G           | Guionista (#1-8)                                                          | [ 26 ] |
| 2022 | Black Rock Shooter: Dawn Fall                 | Bibury Animation Studios | Composición de la serie Guionista (#1-4, 6-7, 11-12)                      | [ 27 ] |
| 2023 | Tengoku Daimakyō                              | Production I.G           | Composición de la serie Guionista (#1-2, 4, 9, 12)                        | [ 28 ] |
| 2024 | Kinnikuman: Kanpeki Chōjin Shiso-hen          | Production I.G           | Composición de la serie Guionista (#0-3, 7, 11)                           | [ 29 ] |
| 2025 | Kinnikuman: Kanpeki Chōjin Shiso-hen Season 2 | Production I.G           | Composición de la serie Guionista (#12, 16, 18, 21)                       | [ 30 ] |

#### ONAs
| Año  | Anime                    | Estudio     | Funciones                                                            | Refs.  |
| ---- | ------------------------ | ----------- | -------------------------------------------------------------------- | ------ |
| 2019 | Mugen no Jūnin: Immortal | Liden Films | Composición de la serie Guionista (#1-3, 5-11, 12-13, 18-19, 22, 24) | [ 31 ] |

#### Películas
| Año  | Anime                                                                         | Estudio                | Funciones | Refs.  |
| ---- | ----------------------------------------------------------------------------- | ---------------------- | --------- | ------ |
| 2015 | Psycho-Pass: La película                                                      | Production I.G         | Guionista | [ 10 ] |
| 2017 | Resident Evil: Vendetta                                                       | Marza Animation Planet | Guionista | [ 32 ] |
| 2019 | Psycho-Pass: Sinners of the Case 2: First Guardian                            | Production I.G         | Guionista | [ 33 ] |
| 2019 | Psycho-Pass: Sinners of the System Case 3: On the Other Side of Love and Hate | Production I.G         | Guionista | [ 33 ] |
| 2020 | Psycho-Pass 3: First Inspector                                                | Production I.G         | Guionista | [ 34 ] |
| 2023 | Psycho-Pass: Providence                                                       | Production I.G         | Guionista | [ 35 ] |
| 2023 | Resident Evil: Isla de la muerte                                              | TMS Entertainment      | Guionista | [ 36 ] |

#### Especiales
| Año  | Anime                    | Estudio        | Funciones                  | Refs.  |
| ---- | ------------------------ | -------------- | -------------------------- | ------ |
| 2015 | YuruYuri Nachuyachumi! + | TYO Animations | Composición Guionista (#2) | [ 37 ] |